# Quetzalcoatliet

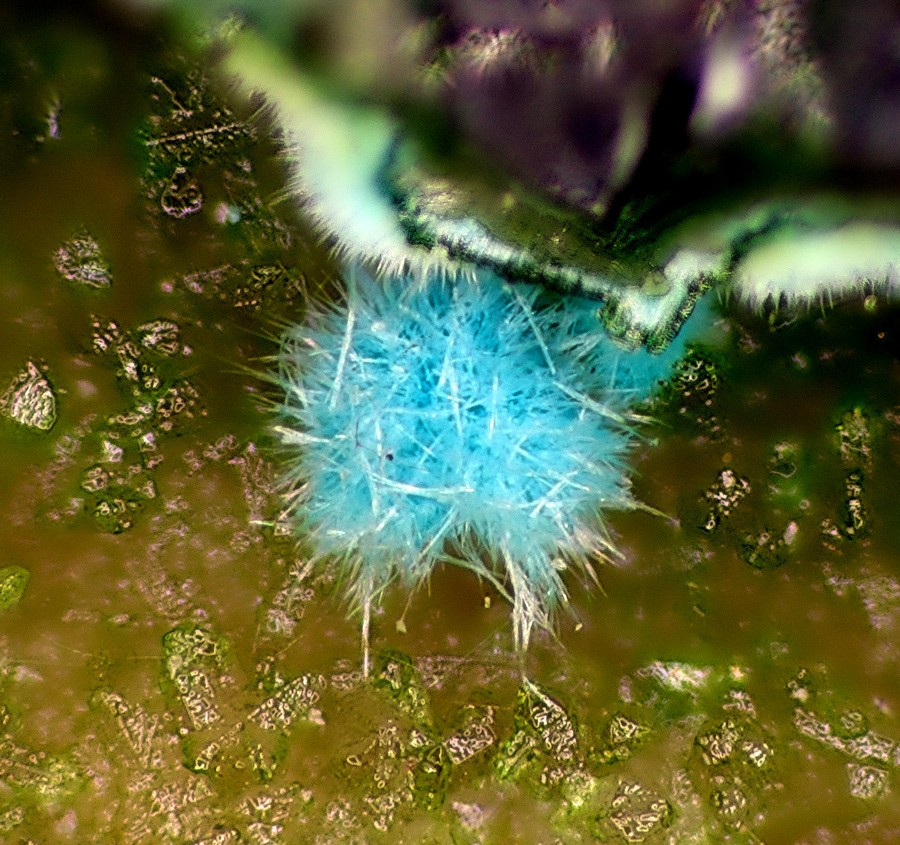
Quetzalcoatliet

Het mineraal quetzalcoatliet is een zink-koper-telluride met de chemische formule Zn8Cu4(TeO3)3(OH)18.

## Eigenschappen
Het blauw tot blauwgroene quetzalcoatliet heeft een duidelijke splijting volgens kristalvlak [1010]. De gemiddelde dichtheid is 6,05 en de hardheid is 3. Het kristalstelsel is hexagonaal en het mineraal is noch radioactief, noch magnetisch.

## Naamgeving
Het mineraal quetzalcoatliet is genoemd naar de Tolteekse god Quetzalcoatl, vanwege de zeegroene kleur van het mineraal.

## Voorkomen
Quetzalcoatliet is een secundair mineraal in geoxideerde telluurhoudende gesteenten. De typelocatie is de Ambollita mijn in de Sierra La Huerta, Moctezuma, Sonora, Mexico.